# Ƀ
Ƀ (gemenform: ƀ) är den latinska bokstaven B med ett streck igenom. Ƀ används ibland i fonetiska noteringar för ljudet [β] (tonande bilabial frikativa). Ƀ är också en bokstav i de vietnamesiska språken jarai och katus.
Ƀ-tecknet används ibland som tecken för kryptovalutan Bitcoin